# Guido Keller
Guido Keller (Milano, 6 febbraio 1892 – Otricoli, 9 novembre 1929) è stato un aviatore italiano.
Prese parte alla prima guerra mondiale e fu uno dei partecipanti all'impresa di Fiume guidata da Gabriele D'Annunzio.
Fu autore di una conferenza autobiografica dal titolo Nel pensiero e nelle gesta.

## Biografia
Guido Keller nacque a Milano il 6 febbraio 1892. Personaggio scapigliato, apparteneva a una famiglia aristocratica milanese di origine elvetica. Adolescente frequentò il collegio svizzero di Trotzen, ma venne espulso a causa della sua indisciplina.

### L'attività durante la prima guerra mondiale
Lo scoppio della prima guerra mondiale lo vide sottotenente del genio del Regio Esercito. Attratto dal mondo dell'aviazione prese il brevetto di volo civile presso il club del battaglione aviatori civili del campo di Torino-Mirafiori, comandato dal colonnello Vittorio Cordero di Montezemolo. Dopo ulteriore addestramento fu assegnato il 1º dicembre 1915 con il grado di sottotenente al Corpo Aeronautico Militare, destinato a operare sul campo di aviazione di Verona-Tombetta, in seno alla 4ª Squadriglia caccia dotata di velivoli SAML/Aviatik B.I che dal 15 aprile 1916 diventò 73ª Squadriglia.
Durante un volo notturno su Desenzano venne attaccato per errore da un idrocaccia italiano, che lo costrinse a disimpegnarsi con una serie di difficili manovre. Una volta atterrato giustificò i danni subiti dal velivolo con uno scontro sostenuto contro un aereo nemico, così da coprire l'errore commesso dal collega italiano. Nel 1916 conseguì il brevetto di abilitazione al pilotaggio dei caccia Nieuport Ni.10 e Nieuport Ni.11, allora costruiti su licenza presso la Macchi di Varese.
Nel febbraio 1917 venne assegnato all'80ª Squadriglia caccia, dove nel mese di maggio sfidò un collega austroungarico a un singolare combattimento manovrato che non prevedeva l'uso delle armi e il cui vincitore sarebbe stato colui che per primo si fosse messo in coda all'avversario. La sfida venne accettata ed egli ne uscì vincitore, dopo di che fu scortato verso le linee italiane da una pattuglia di aerei avversari.
Il 24 aprile Keller abbatte l'Hansa-Brandenburg C.I del Caporale Rudolf Kousal della Flik 12 che precipita a Vipacco (allora in territorio austriaco, tra le due guerre parte del Regno d'Italia, ora in Slovenia).
Il 1º novembre dello stesso anno passò alla 91ª Squadriglia aeroplani da caccia comandata da Francesco Baracca. Quando Baracca non rientrò dall'azione in cui venne abbattuto sul Montello, Keller eseguì una missione di ricognizione, sorvolando più volte la linea del fronte in cerca del suo comandante, ma senza successo. Il giorno del funerale fu tra coloro che trasportarono a spalla la salma di Baracca verso la sepoltura.
Poco prima della fine della guerra eseguì una missione di mitragliamento contro truppe nemiche vicino a Godega di Sant'Urbano. Nel corso dell'azione il suo velivolo venne ripetutamente colpito dal fuoco antiaereo ed egli rimase gravemente ferito a una gamba. Costretto a un atterraggio di fortuna venne preso prigioniero e ricoverato dapprima presso l'ospedale di Godega, poi in quello militare di Sacile. Fu liberato dalle truppe italiane dopo la battaglia di Vittorio Veneto. 
Dal 10 novembre è nella 90ª Squadriglia.

### L'impresa di Fiume
Con l'amico scrittore Giovanni Comisso fu fondatore a Fiume del gruppo Yoga, il quale aveva come simbolo la svastica e la rosa a cinque petali e che fu un gruppo con tendenze esoteriche e naturistiche che si oppose alla frangia reazionaria fiumana (secondo quanto evidenziano gli scritti del gruppo Yoga pubblicati su Unione di spiriti liberi tendenti alla perfezione). Poiché la svastica a quel tempo era semplicemente il simbolo del carro del sole, comune a molti popoli fin dall'antichità, in perfetto accordo con le tendenze naturistiche, nudismo compreso (secondo Giovanni Comisso), Keller viene ritratto nudo e abbronzatissimo in diverse foto del tempo (una celebre lo ritrae seduto su un pitale). Era solito dormire seminudo, appollaiato in cima a un albero assieme alla sua aquila addestrata. Consumatore abituale di cocaina, amava praticare l'amore di gruppo, anche con 'partner' maschili.

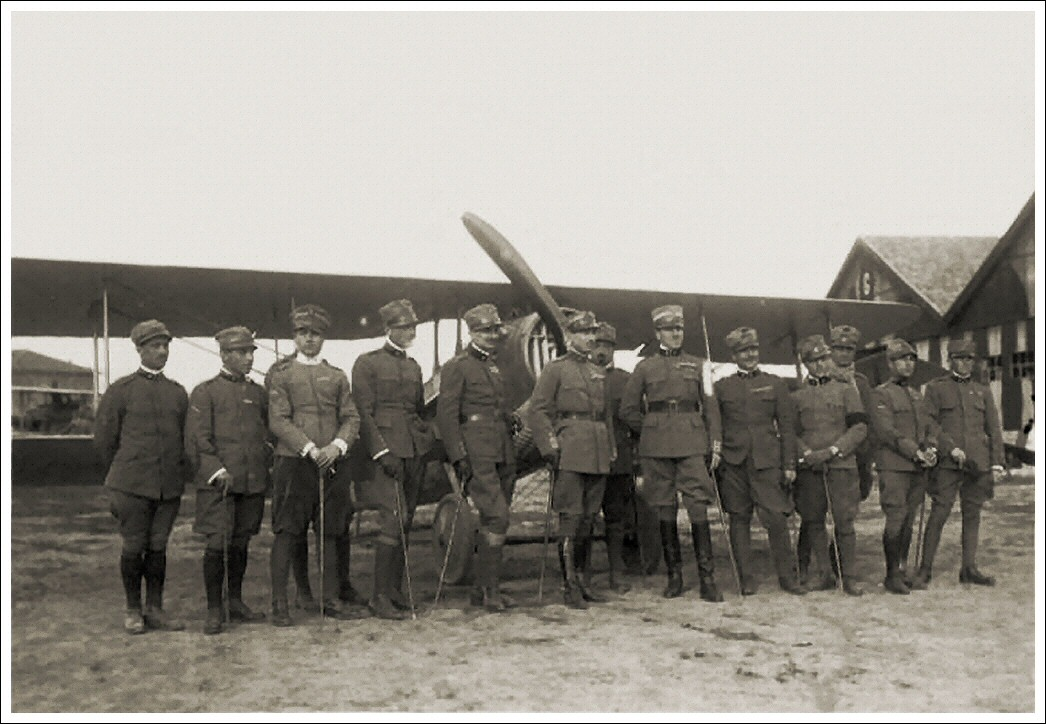
La 91ª Squadriglia aeroplani da caccia. Da sinistra; serg. Mario D'Urso, serg. Gaetano Aliperta, ten. Gastone Novelli, ten. Cesare Magistrini, cap. Bartolomeo Costantini, cap. Fulco Ruffo di Calabria, col. Pier Ruggero Piccio, ten. Guido Keller, magg. Francesco Baracca, ten. Ferruccio Ranza, ten. Mario de Bernardi, ten. Adriano Bacula, serg. Guido Nardini, sott. Eduardo Alfredo Olivero.

Il 12 settembre 1919 una colonna composta da circa un migliaio di legionari, al comando di Gabriele D'Annunzio, marciò per impadronirsi di Fiume, la cui annessione all'Italia era osteggiata dal presidente statunitense Woodrow Wilson. Tale impresa diede vita alla Reggenza del Carnaro, e Keller venne nominato "segretario d'azione" e capo dell'U.C.M. In pratica avrebbe dovuto assicurare i necessari rifornimenti di armi, viveri e materiali con qualsiasi mezzo.
Keller fu autore di autentiche imprese da corsaro, anche in circostanze spettacolari come quando, mancando gli approvvigionamenti a Fiume, razziò un maiale caricandolo sull'aereo. Il peso del maiale sfondò il fondo del velivolo e Keller si trovò a volare con un originale carrello di atterraggio. Keller portava a bordo del suo velivolo un servizio da tè con dei biscotti, particolare questo che contribuì ad accrescere la sua fama - voluta - di raffinato dandy. 
Come protesta per la firma del Trattato di Rapallo, volò su Roma a bordo di un biplano Ansaldo SVA per lanciare un mazzo di fiori sul Vaticano e sul Quirinale, in segno di omaggio, e un pitale smaltato con dentro un mazzo di carote e rape su Montecitorio, in segno di dispregio, accompagnati dalla scritta "Al Parlamento e al Governo che si regge con la menzogna e la paura, la tangibilità allegorica del Loro valore".
Durante il volo di rientro l'aereo fu costretto da una tempesta ad atterrare nelle campagne romagnole. Soccorso da alcuni contadini scoprì che si trovava nel territorio della Repubblica di San Marino. Accolto con calore dai capitani reggenti si improvvisò latore di un importante messaggio di D'Annunzio per il governo italiano. Vista la situazione ottenne dal governo sanmarinese le credenziali diplomatiche che gli consentirono di rientrare a Fiume, oltrepassando il blocco imposto dal Regio Esercito. 
Fu l'unico legionario di giovane età autorizzato a dare del tu a D'Annunzio, con il quale pare avesse forti affinità caratteriali. 
Verso la fine del dicembre 1920 le truppe italiane attaccarono le difese legionarie di Fiume dopo un cruento cannoneggiamento della Reale Marina Italiana, ponendo fine alla Reggenza del Carnaro. Durante il periodo trascorso a Fiume diviene amico di Filippo Tommaso Marinetti. Egli lo iniziò al futurismo, cui aderì in seguito, ma solo per diventarne poi scontento.

### Dopo Fiume
Deluso e amareggiato partì quindi per la Turchia, dove tentò di creare una propria compagnia aerea, ma non ebbe successo. Rientrato in Italia aderì al fascismo, anche se i fascisti non si fidarono mai di lui per le sue aspre critiche. Partecipò alla marcia su Roma con una delle colonne dirette sulla capitale. 
Nel 1923 rientrò nell'aviazione militare, nominato addetto aeronautico presso l'ambasciata d'Italia a Berlino, in Germania. Successivamente chiese di essere assegnato al servizio attivo e fu quindi mandato a Bengasi, in Libia. In quel periodo le truppe italiane erano impegnate in operazioni di polizia coloniale per contrastare le tribù ribelli che si opponevano all'espansione italiana. 
Rientrato in Italia partì per un lungo viaggio di esplorazione del continente sud-americano. Risalì il Rio delle Amazzoni, visitò il Venezuela, arrivando fino in Perù come cercatore d'oro. Negli ultimi anni di vita abitò a Ostia, in povertà, sorretto solo dagli aiuti economici elargiti dai pochi amici rimasti. Fu amico di Mario de Bernardi e di altri aviatori del tempo.
Morì all'età di trentasette anni, il 9 novembre 1929 nei pressi di Otricoli, vittima di un incidente stradale in cui morì anche la medaglia d'oro Vittorio Montiglio.
Per volere di D'Annunzio venne sepolto sul Colle delle Arche del Vittoriale degli italiani di Gardone Riviera, dove più tardi lo avrebbe raggiunto anch'egli.

### Libri
- Alberto Bertotto, L'uscocco fiumano Guido Keller fra D'Annunzio e Marinetti, Firenze, Sassoscritto editore, 2009, ISBN 88-88789-81-2.
- Marco Cuzzi, Andrea Vento, Alla Conquista del Sole. La parabola impossibile di Guido Keller, in Romba il motore. Storie di aviatori, Milano, Il Saggiatore, 2009.
- Daniele Del Pozzo, Gay: la guida italiana in 150 voci, Milano, Mondadori, 2006, ISBN 88-04543-86-8.
- Atlantico Ferrari, L'Asso di cuori. Guido Keller, AGA editrice, 1933, ISBN non esistente.
- Paolo Ferrari, L'aeronautica italiana: una storia del Novecento, Milano, FrancoAngeli, 2004, ISBN 88-464-5109-0.
- Marco Fraquelli, Omosessuali di destra, Catanzaro, Rubbettino, 2007, ISBN 88-4981-826-2.
- Attilio Mazza, I grandi amori di Gabriele D'Annunzio, Zanetti, 2005.
- Igino Mencarelli, Guido Keller, Ufficio storico dell’Aeronautica, 1970
- Cristoforo Mercati (Krimer), Incontro con Guido Keller, Tivoli, 1938
- Sandro Pozzi, Guido Keller: nel pensiero, nelle gesta, Mediolanum, 1933
- Claudia Salaris, Alla festa della rivoluzione. Artisti e libertari con D’Annunzio a Fiume, il Mulino, 2002
- I Reparti dell'aviazione italiana nella Grande Guerra, AM Ufficio Storico - Roberto Gentilli e Paolo Varriale, 1999
- Alessandro Gnocchi (a cura), Ala-Pensiero-Azione. Scritti di un rivoluzionario fiumano, Giubilei Regnani, 2019

### Filmografia
- Mauro Vittorio Quattrina "Ali Ribelli - La storia di Guido Keller a Sant'Anna d'Alfaedo 1916" docufilm . La prima si è tenuta al Vittoriale degli Italiani il 4 dicembre 2021. Il docufilm parteciperà alla selezione del Premio Donatello.[non chiaro]

### Periodici
- Giorgio Viola, Il Parsifale Tricolore: Guido Keller, l’Argonauta Senza Pace, in Aerei nella Storia, No.77, Parma, West-Ward Edizioni, aprile-maggio 2011, ISSN 1591-1071.

### Fumetti
- Volo distante, testi di Giuseppe Pollicelli e disegni di Francesco Schietroma (da un'idea di Nazareno Giusti), in la Lettura n. 537, RCS MediaGroup, Milano 13 marzo 2022, pp. 50-51.